# 圣贝内代托-代马尔西
圣贝内代托-代马尔西（義大利語：San Benedetto dei Marsi），是意大利阿布鲁佐大区拉奎拉省的一个市镇。总面积25.25平方公里，人口3962人，人口密度156.9人/平方公里（2009年）。ISTAT代码为066085。